# 앗피코겐역
앗피코겐역(일본어: 安比高原駅)은 일본 이와테현 하치만타이시에 위치한 동일본 여객철도 하나와 선의 철도역이다. 단선 승강장 1면 1선의 구조를 갖춘 지상역이다.

## 역 주변
- 도호쿠 자동차도
- 국도 제282호선

## 역사
- 1926년 11월 10일 : 국철의 신호장으로서 류가모리 신호장이 이와테 군 마쓰오 촌에 개업.
- 1952년
  - 1월 3일 : 류가모리 승강장 개설.
  - 8월 : 류가모리 신호장 폐지.
- 1959년 : 류가모리 신호장 (2대) 개설.
- 1961년 12월 28일 : 여객 영업 개시. 류가모리역으로 개칭.
- 1987년 4월 1일 : 일본국유철도 분할 민영화에 의해, 동일본 여객철도가 승계.
- 1988년 3월 13일 : 앗피코겐역으로 개칭.
- 1998년 12월 : 앗피코겐 역장이 폐지되어 무인화, 교환 설비 철거.

## 인접 역
| 동일본 여객철도 하나와 선  | 동일본 여객철도 하나와 선 | 동일본 여객철도 하나와 선 |
| -------------------------- | ------------------------- | ------------------------- |
| 마쓰오하치만타이 고마 방면 | ■ 하나와 선               | 아카사카타 오다테 방면    |